# 江戸城再建論

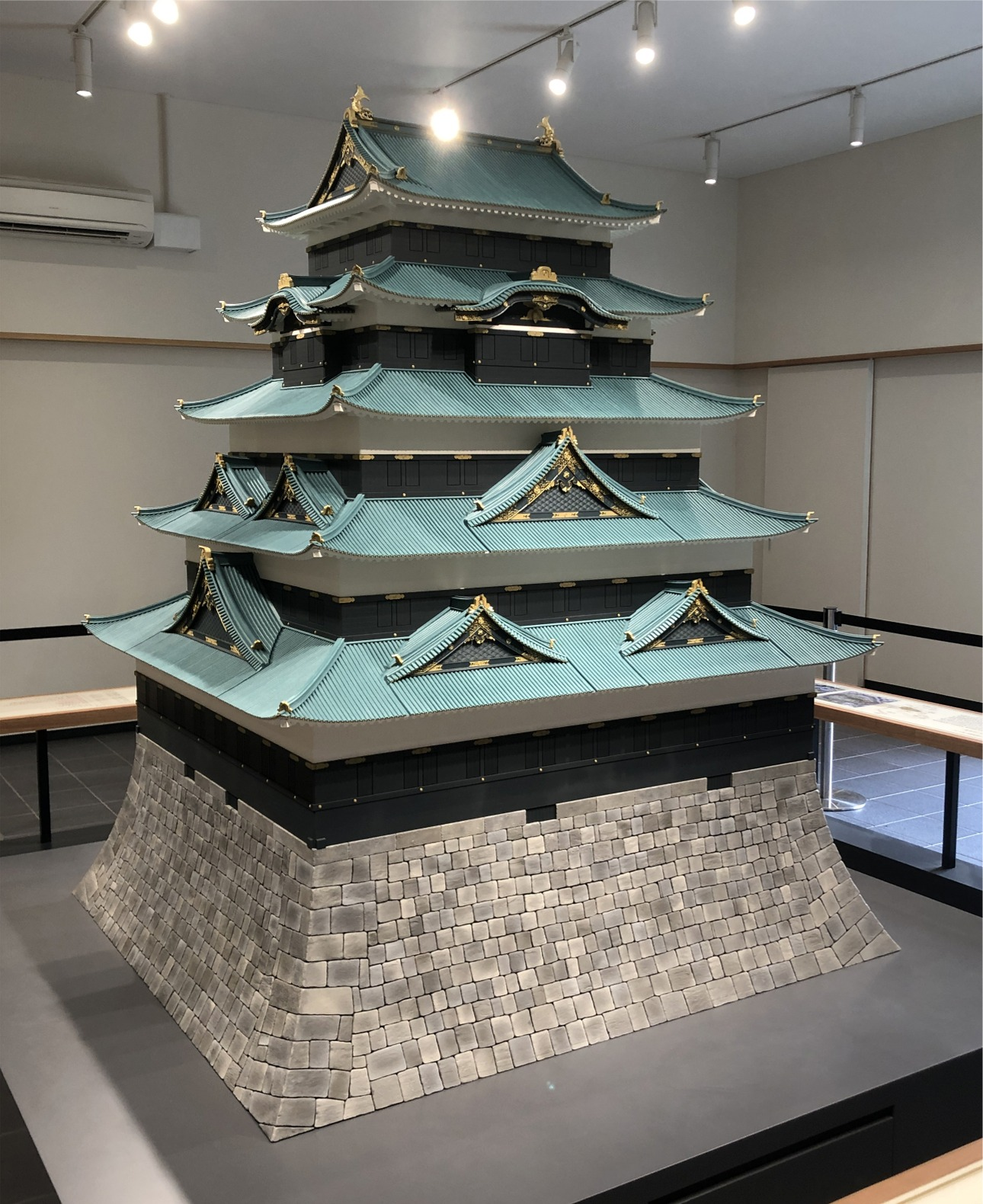
江戸城の再建模型

江戸城再建論（えどじょうさいけんろん）とは、現代の日本において、江戸城を再建しようとする主張のことである。江戸城のあった土地は、現在、皇居となっている。江戸城としての再建は、観光地としての利益を目的として主張されている。「建地割図」という設計図が残っており、この図をもとに再建できるとされている。かつては、江戸城より高い建造物は存在せず、天守閣から富士山を眺望することができたという。

## 経緯

### 過去の再建
江戸城の再建の記録は古くから存在する。1607年に藤堂高虎が建造した大手門は、1657年に明暦の大火で焼失したが、伊達政宗が42万3000人を動員して修復した。大手門は、第二次世界大戦中の東京大空襲によって再び焼失したが、1967年に再建された。

### 現在主張されている再建論
現在主張されている江戸城の再建とは、主に、明暦の大火で焼失した天守閣の再建である。昭和天皇の在位60年の記念として、中曽根康弘が発案し、自由民主党の議員が呼びかけたことが始まりとされている。

## 背景
江戸城再建が主張された背景は、東京のコンクリートジャングル化と日本国のシンボルとしての確立が主張の源泉である。江戸城が再建されると、東京都心の景観に良い影響を及ぼすとされている。
デロイトトーマツ社によると小田原城の経済効果は200億、それに対して存在価値は665億。江戸城の経済効果が2025年度年間2000億と試算した場合の存在価値は年5000億円にのぼる。

## 建地割図
国の重要文化財に指定されている。1637年に江戸城が修復されたときの控えと見られている。

## 再建工程
再建を行うにあたって、いくつかの方法が提案されている。

### 木造による再建
木造による再建を試みる場合、国産のヒノキを使用する。断面が36cm四方のヒノキを1000本を主に、合計で1万本の木を使用する。木造で再建した場合、鉄筋コンクリートでの再建と比較して耐用年数は500年ほどになると見られている。

### 鉄筋コンクリートによる再建
鉄筋コンクリートによる再建の場合、耐用年数は80年ほどとなる。

## 問題・効果

### 費用
再建にかかる具体的な費用は不明であり、約350億円程度必要であるとの見方もある。現在は建築費や人件費高騰をうけて550億との試算もある。

### 土地の使用
再建のために使用する土地（皇居）は宮内庁の管理下である。また、都市計画公園内の土地であるため、木造で再建を開始するには建築基準法第3条に基づく措置を受ける必要がある。

### 経済効果
再建すると1000億円規模の経済効果が発生すると言われている。また、8240人の雇用が生まれるとしている。ただしこれは10年前の試算であり、現在のインバウンド状況を鑑みると1500－2000億と予測されている。

## 情勢
「江戸城の再建」に関して1万人を対象に調査したものでは、70%が江戸城の再建に前向きであった。
2025年3月31日、NewsPicksのHORIE-ONE（堀江貴文番組）で「江戸城天守再建」が取り上げられ、一般社団法人IKIZAMAの代表理事鈴木智博が議論をしたことで再び注目されている。

## 批判
江戸城を再建すると、真下にある皇居を見下ろすことになるとの批判がある。しかし実際には江戸城天守台と皇居は650メートル離れており見下ろすことはできない。また天守の窓が閉められている（当時も）ため、視界もさえぎられている。